# Entella machadoi
Entella machadoi är en bönsyrseart som beskrevs av Max Beier 1969. Entella machadoi ingår i släktet Entella och familjen Mantidae. Inga underarter finns listade i Catalogue of Life.